# Theodor Klem
Johannes Theodor Klem (Oslo, 20 de enero de 1889-Oslo, 15 de julio de 1963) fue un deportista noruego que compitió en remo. Participó en dos Juegos Olímpicos de Verano en los años 1912 y 1920, obteniendo dos medallas, bronce en Estocolmo 1912 y bronce en Amberes 1920.

## Palmarés internacional
| Juegos Olímpicos | Juegos Olímpicos   | Juegos Olímpicos  | Juegos Olímpicos   |
| Año              | Lugar              | Medalla           | Prueba             |
| ---------------- | ------------------ | ----------------- | ------------------ |
| 1912             | Estocolmo (Suecia) | Medalla de bronce | Cuatro con timonel |
| 1920             | Amberes (Bélgica)  | Medalla de bronce | Cuatro con timonel |